# All Too Well
"All Too Well" is een nummer van de Amerikaanse singer-songwriter Taylor Swift. Het nummer verscheen op haar album Red uit 2012. In 2021 werd het nummer uitgebracht als promotionele single van de opnieuw opgenomen versie van dat album, genaamd Red (Taylor's Version).

## Achtergrond
"All Too Well" is geschreven door Swift en Liz Rose en geproduceerd door Nathan Chapman en Swift. Het is het eerste nummer dat Swift schreef voor Red; zij had de tekst twee jaar voor het verschijnen van dit album geschreven.  Het schrijfproces begon tijdens een repetitie voor de Speak Now World Tour. Volgens Swift kwam ze destijds uit een nare relatie en was het haar de maanden ervoor niet gelukt om muziek te schrijven over die ervaring. Tijdens de repetitie speelde Swift steeds opnieuw een viertal akkoorden en improviseerde melodie en tekst over haar verbroken relatie. Haar band sloot aan bij deze jamsessie en het nummer bouwde op in intensiteit. Hoewel het een spontane jamsessie was, nam de geluidstechnicus die bij de repetitie aanwezig was de sessie op en gaf deze opname na afloop aan Swift.
Thuis luisterde Swift naar de opname. Hoewel ze potentieel in het nummer zag, was het nummer tussen de tien en twintig minuten lang en moest het worden ingekort. Om dat te doen nam ze contact op met Liz Rose (met wie ze onder andere 'You Belong with Me' schreef). Samen namen ze het nummer door. Rose schreef op welke stukken haar raakten. Op basis daarvan schrapten Swift en Rose ongeveer de helft van het nummer tot zo'n vijf minuten overbleven. Zelfs deze versie was nog de langste track van Red. Swift gaf in een interview aan dat dit het moeilijkste nummer op Red was om te schrijven. Toen in 2019 een deluxeversie van Swifts album Lover verscheen, zat hier een fragment uit haar dagboek bij, waarin enkele geschrapte coupletten van "All Too Well" te lezen waren.
"All Too Well" is een nummer dat valt binnen verschillende genres: zo wordt het beschreven als country, countryrock, arenarock, folk, powerpop, softrock en een powerballad. Het gaat over het doorgaan na een moeilijke relatiebreuk. Het nummer begint met een folkachtige intro en groeit steeds sterker richting een brug die aan arenarock doet denken. Het nummer speelt zich af in de herfst. In de tekst denkt Swift terug aan deze relatie, waarvan zij de details "maar al te goed" kan herinneren. Een kenmerkend stuk in de tekst is een sjaal, die Swift in het eerste couplet verliest in het huis van de zus van haar ex-vriend, maar die aan het eind van het lied in zijn bezit is, omdat het hem aan haar doet denken. De sjaal is onder fans van Swift een waar symbool geworden.
"All Too Well" wordt door fans en critici gezien als een van de beste nummers van Swift. Het wordt beschreven als het nummer waarmee zij in een andere, volwassenere muzikale richting ging. Het nummer werd niet uitgebracht als single, maar is, tot haar eigen verbazing, toch een van de meest herkende, aangevraagde en gecoverde nummers van Swift. Maar bereikte desondanks vanwege de hoeveelheid downloads de tachtigste plaats in de Amerikaanse Billboard Hot 100. Daarnaast zette het tijdschrift Rolling Stone het nummer in 2020 op plaats 69 in hun geüpdatete lijst The 500 Greatest Songs of All Time.

### Taylor's Version
In 2021 nam Swift twee nieuwe versies van "All Too Well" op voor haar opnieuw opgenomen album Red (Taylor's Version). Na een ruzie met haar voormalige platenlabel Big Machine Records over wie de rechten van haar eerste zes albums bezat, besloot Swift om deze albums opnieuw op te nemen; Red was na Fearless het tweede opnieuw opgenomen album. De eerste versie is een heropname van de oorspronkelijke albumversie. De tweede versie, die de titel "All Too Well (10 Minute Version) (Taylor's Version) (From the Vault)" meekreeg, is een volledige versie van het nummer, met een aantal coupletten en melodieën die niet in de oorspronkelijke versie waren, en duurt ruim tien minuten. Daarnaast schreef en regisseerde Swift een korte film, gebaseerd op het verhaal van het nummer, genaamd All Too Well: The Short Film, die op 12 november 2021 werd uitgebracht. In de film spelen Sadie Sink en Dylan O'Brien de hoofdrollen.
"All Too Well" werd door critici gezien als het hoogtepunt van Red (Taylor's Version). In de extra teksten van deze versie wordt meer verteld over de ex-vriend die haar de pijn bezorgde. Deze versie werd uitgebracht als promotionele single, maar werd desondanks een groot succes. Het werd een nummer 1-hit in onder meer de Amerikaanse Billboard Hot 100, waarmee Swift een 49 jaar oud record brak: het is het langste nummer dat ooit bovenaan deze lijst heeft gestaan, waarmee zij "American Pie" van Don McLean overtrof. Daarnaast behaalde het ook in Australië, Canada, Filipijnen, Ierland, Maleisië, Nieuw-Zeeland en Singapore de nummer 1-positie, en piekte het in de UK Singles Chart op de derde plaats. In Nederland behaalde het nummer plaats 32 in de Top 40 en plaats 39 in de Single Top 100, terwijl in Vlaanderen plaats 49 in de Ultratop 50 werd gehaald.

## Ontvangst
Ten tijde van het verschijnen van Red (2012) werd 'All Too Well' door verschillende recensenten benoemd tot een van de hoogtepunten op het album. Het nummer ontving complimenten over de opbouw en de tekst. Zowel Rolling Stone als The A.V. Club schreven dat 'All Too Well' een klassiek Taylor-Swiftnummer was. Volgens Rolling Stone was 'All Too Well' een goed voorbeeld van de "post-country-rock gebaseerd op persoonlijke ervaringen" die aan ten grondslag lag van alle nummers op Red, ondanks de verschillende stijlen op het album.
Aan het einde van de jaren '10 werd 'All Too Well' benoemd tot één van de beste nummers van de jaren '10 door verschillende tijdschriften en kranten. Rolling Stone, Uproxx en Time zetten het nummer zelfs in de top tien. Hoewel het nummer geen single was, groeide het door de jaren heen uit tot een van de meest geliefde nummers bij fans en muziekkenners. Rolling Stone en NME zetten al Swifts nummers op volgorde van het slechtste naar het beste nummer en plaatste daarbij 'All Too Well' aan de top. Bij een vergelijkbare ranglijst zette Vulture 'All Too Well' op de tweede plek, na 'You Belong with Me'. Tijdens haar Reputation Stadium Tour gaf Swift aan dat 'All Too Well' het meeste aangevraagde nummer was.  Volgens Billboard was 'All Too Well' een teken van Swifts talent voor het schrijven van muziek. Ten tijde van de uitgave van Red werd Swift wellicht nog gezien als gewone popster, maar 'All Too Well' liet zien dat ze meer kon. Daarnaast duwde de populariteit van het nummer haar uiteindelijk misschien ook wel in de richting van meer rustige en intieme muziek, zoals te horen op folklore en evermore.
Niet alleen de originele versie maar ook de tien-minuten-versie van 'All Too Well' werd goed ontvangen. Volgens Rolling Stone was Swift zelfs op haar "absolute best" bij dat nummer. Daarnaast riepen verschillende media het nummer uit tot één van de beste nummers uit 2021, met een plek aan de top bij Insider en Variety. 'All Too Well (10 Minute Version) werd ook genoemd als een van de muzikale hoogtepunten van de eerste tweeënhalf jaar van de jaren '20 en als het beste 'break-up' liedje.

### Prijzen en andere onderscheidingen

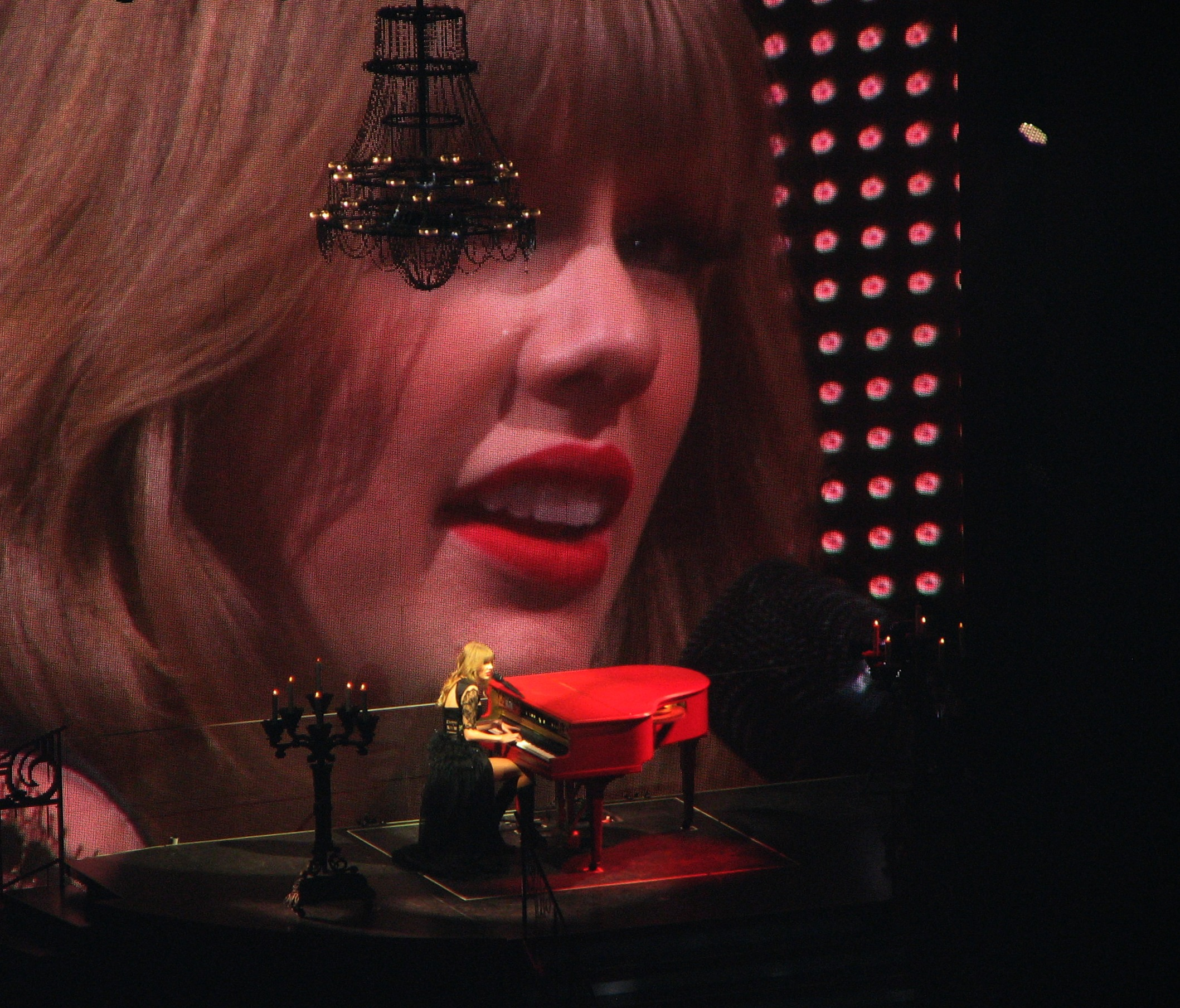
Swift tijdens een uitvoering van 'All Too Well' tijdens de Red Tour

'All Too Well (10 Minute Version)' bereikte de top van de Billboard Hot 100 in de VS na het verschijnen van Red (Taylor's Version). Daarmee was het nummer het langste nummer dat ook aan de top van de hitlijst heeft gestaan. Daarnaast won Swift drie prijzen bij de MTV Video Music Awards in 2022 voor de korte film die op 'All Too Well (10 Minute Version)' gebaseerd was. Ze won onder andere de prijs voor beste regie en voor video van het jaar. Met die laatste winst is Swift de enige artiest die de prijs drie keer heeft gewonnen.

## Live uitvoeringen
Swift bracht 'All Too Well' verschillende keren ten gehore. Eerst speelde ze het nummer tijdens haar Red Tour en bij de uitreiking van de Grammy Awards in 2014. Bij haar daaropvolgende tours gaf ze af en toe een uitvoering van 'All Too Well'. Haar akoestische uitvoering van 'All Too Well' bij de Reputation Stadium Tour werd opgenomen voor de Netflixfilm van de tour. Vanaf 2019 speelde Swift het nummer vaker. Zo bracht ze het ten gehore tijdens zowel haar City of Lover als haar Tiny Desk concert. Ze vertolkte de tien-minuten-versie van het nummer bij een optreden bij Saturday Night Live.

## Hitnoteringen
Alle noteringen zijn behaald door "All Too Well (Taylor's Version)".

### Nederlandse Top 40
| Hitnotering: 27-11-2021 t/m 11-12-2021 | Hitnotering: 27-11-2021 t/m 11-12-2021 | Hitnotering: 27-11-2021 t/m 11-12-2021 | Hitnotering: 27-11-2021 t/m 11-12-2021 | Hitnotering: 27-11-2021 t/m 11-12-2021 |
| Week                                   | 1                                      | 2                                      | 3                                      |                                        |
| -------------------------------------- | -------------------------------------- | -------------------------------------- | -------------------------------------- | -------------------------------------- |
| Nummer                                 | 34                                     | 32                                     | 36                                     | uit                                    |

### Single Top 100
| Hitnotering: 20-11-2021 t/m heden | Hitnotering: 20-11-2021 t/m heden | Hitnotering: 20-11-2021 t/m heden | Hitnotering: 20-11-2021 t/m heden | Hitnotering: 20-11-2021 t/m heden | Hitnotering: 20-11-2021 t/m heden |
| Week                              | 1                                 | 2                                 | 3                                 | 4                                 | 5                                 |
| --------------------------------- | --------------------------------- | --------------------------------- | --------------------------------- | --------------------------------- | --------------------------------- |
| Nummer                            | 39                                | 49                                | 50                                | 77                                | 97                                |

### NPO Radio 2 Top 2000
| Nummer met noteringen in de NPO Radio 2 Top 2000 | '21  | '22 | '23 | '24 |
| ------------------------------------------------ | ---- | --- | --- | --- |
| All Too Well                                     | 1282 | 439 | 177 | 198 |

1. ↑  Een vetgedrukt getal geeft de hoogste notering aan.
2. ↑  2021 was het eerste jaar met een notering voor dit nummer.